# Svédország az 1964. évi téli olimpiai játékokon
Svédország az ausztriai Innsbruckban megrendezett 1964. évi téli olimpiai játékok egyik részt vevő nemzete volt. Az országot az olimpián 8 sportágban 57 sportoló képviselte, akik összesen 7 érmet szereztek.

## Érmesek
| Érem  | Versenyző | Sportág        | Versenyszám           |
| ----- | --- | -------------- | --------------------- |
| Arany | Jonny Nilsson | Gyorskorcsolya | Férfi 10 000 m        |
| Arany | Sixten Jernberg | Sífutás        | Férfi 50 km           |
| Arany | Karl-Åke Asph Sixten Jernberg Janne Stefansson Assar Rönnlund | Sífutás        | Férfi 4 × 10 km váltó |
| Ezüst | Nemzeti válogatott Anders Andersson Gert Blomé Lennart Häggroth Lennart Johansson Nils Johansson Lars-Eric Lundvall Eilert Määttä Hans Mild Nils Nilsson Bert-Ola Nordlander Carl-Göran Öberg Uno Öhrlund Ronald Pettersson Ulf Sterner Roland Stoltz Kjell Svensson Sven Tumba | Jégkorong      | Férfi                 |
| Ezüst | Assar Rönnlund | Sífutás        | Férfi 50 km           |
| Ezüst | Barbro Martinsson Britt Strandberg Toini Gustafsson | Sífutás        | Női 3 × 5 km váltó    |
| Bronz | Sixten Jernberg | Sífutás        | Férfi 15 km           |

## Alpesisí
Férfi
| Versenyző        | Versenyszám      | Selejtező | Selejtező | Selejtező | Selejtező | Döntő    | Döntő    | Döntő    | Döntő    | Döntő         | Döntő         |
| Versenyző        | Versenyszám      | 1. futam  | 1. futam  | 2. futam  | 2. futam  | 1. futam | 1. futam | 2. futam | 2. futam | Összesítés    | Összesítés    |
| Versenyző        | Versenyszám      | Idő       | Hely.     | Idő       | Hely.     | Idő      | Hely.    | Idő      | Hely.    | Idő           | Helyezés      |
| ---------------- | ---------------- | --------- | --------- | --------- | --------- | -------- | -------- | -------- | -------- | ------------- | ------------- |
| Bengt-Erik Grahn | Lesiklás         |           |           |           |           |          |          |          |          | 2:29,29       | 31.           |
| Bengt-Erik Grahn | Műlesiklás       | 54,99     | 24.       |           |           | kizárták | kizárták | kiesett  | kiesett  | kiesett       | kiesett       |
| Bengt-Erik Grahn | Óriás-műlesiklás |           |           |           |           |          |          |          |          | kizárták      | kizárták      |
| Rune Lindström   | Lesiklás         |           |           |           |           |          |          |          |          | nem ért célba | nem ért célba |
| Rune Lindström   | Műlesiklás       | 54,43     | 16.       |           |           | 1:16,00  | 24.      | 1:06,68  | 28.*     | 2:22,68       | 26.           |
| Rune Lindström   | Óriás-műlesiklás |           |           |           |           |          |          |          |          | 1:57,06       | 24.           |
| Lars Olsson      | Lesiklás         |           |           |           |           |          |          |          |          | nem ért célba | nem ért célba |
| Lars Olsson      | Műlesiklás       | 59,80     | 45.       | 56,66     | 14.*      | 1:18,74  | 34.      | kizárták | kizárták | kiesett       | kiesett       |
| Olle Rolén       | Lesiklás         |           |           |           |           |          |          |          |          | 2:31,14       | 37.           |
| Olle Rolén       | Műlesiklás       | 58,39     | 42.       | 57,17     | 16.       | 1:16,14  | 25.      | 1:06,94  | 30.      | 2:23,08       | 28.           |
| Olle Rolén       | Óriás-műlesiklás |           |           |           |           |          |          |          |          | 2:00,01       | 30.           |

## Biatlon
| Versenyző          | Lövőhiba | Időeredmény | Helyezés |
| ------------------ | -------- | ----------- | -------- |
| Sven-Olov Axelsson | 6        | 1:33:13,6   | 17.      |
| Sten Eriksson      | 6        | 1:35:27,8   | 25.      |
| John Güttke        | 2        | 1:28:02,4   | 9.       |
| Sture Ohlin        | 2        | 1:29:46,0   | 12.      |

## Bob
| Versenyző                                                        | Versenyszám | 1. futam | 1. futam | 2. futam | 2. futam | 3. futam   | 3. futam   | 4. futam | 4. futam | Összesítés | Összesítés |
| Versenyző                                                        | Versenyszám | Idő      | Hely.    | Idő      | Hely.    | Idő        | Hely.      | Idő      | Hely.    | Idő        | Helyezés   |
| ---------------------------------------------------------------- | ----------- | -------- | -------- | -------- | -------- | ---------- | ---------- | -------- | -------- | ---------- | ---------- |
| Kjell Lutteman Heino Freyberg                                    | Kettes      | 1:06,81  | 9.       | 1:06,99  | 12.      | 1:07,93    | 18.        | 1:07,20  | 11.      | 4:28,93    | 12.        |
| Jan-Erik Åkerström Carl-Erik Eriksson                            | Kettes      | 1:08,01  | 19.      | 1:11,81  | 21.      | nem indult | nem indult | kiesett  | kiesett  | kiesett    | kiesett    |
| Kjell Holmström Walter Aronson Kjell Lutteman Carl-Erik Eriksson | Négyes      | 1:04,26  | 8.       | 1:04,04  | 4.       | 1:04,56    | 8.         | 1:06,38  | 16.      | 4:19,24    | 11.        |

* - egy másik csapattal azonos eredményt ért el

## Gyorskorcsolya
Férfi
| Versenyző     | Versenyszám | Eredmény | Helyezés |
| ------------- | ----------- | -------- | -------- |
| Heike Hedlund | 500 m       | 41,0     | 7.       |
| Manne Lavås   | 500 m       | 42,7     | 29.      |
| Manne Lavås   | 1500 m      | 2:16,2   | 24.      |
| Björn Lekman  | 500 m       | 42,1     | 22.      |
| Ivar Nilsson  | 1500 m      | 2:15,6   | 19.*     |
| Ivar Nilsson  | 5000 m      | 7:49,0   | 7.       |
| Ivar Nilsson  | 10 000 m    | 16:40,3  | 10.      |
| Jonny Nilsson | 5000 m      | 7:48,4   | 6.       |
| Jonny Nilsson | 10 000 m    | 15:50,1  |          |
| Bo Ollander   | 500 m       | 42,6     | 27.*     |
| Bo Ollander   | 1500 m      | 2:17,1   | 28.      |
| Örjan Sandler | 1500 m      | 2:15,4   | 18.      |
| Örjan Sandler | 5000 m      | 8:05,3   | 19.      |
| Örjan Sandler | 10 000 m    | 16:56,9  | 17.      |

Női
| Versenyző                    | Versenyszám | Eredmény | Helyezés |
| ---------------------------- | ----------- | -------- | -------- |
| Inger Eriksson               | 500 m       | 47,3     | 9.       |
| Inger Eriksson               | 1000 m      | 1:37,8   | 9.       |
| Inger Eriksson               | 1500 m      | 2:32,0   | 12.      |
| Inger Eriksson               | 3000 m      | 5:32,6   | 14.      |
| Gunilla Jacobsson            | 500 m       | 46,5     | 6.       |
| Gunilla Jacobsson            | 1000 m      | 1:36,5   | 6.       |
| Gunilla Jacobsson            | 1500 m      | 2:31,9   | 11.      |
| Gunilla Jacobsson            | 3000 m      | 5:39,2   | 15.      |
| Christina Lindblom-Scherling | 500 m       | 47,8     | 11.      |
| Christina Lindblom-Scherling | 1000 m      | 1:39,5   | 14.      |
| Christina Lindblom-Scherling | 1500 m      | 2:29,4   | 6.       |
| Christina Lindblom-Scherling | 3000 m      | 5:27,6   | 9.       |

* - egy másik versenyzővel azonos eredményt ért el

## Jégkorong
| Svéd férfi jégkorongcsapat-játékoskeret                                                                      | Svéd férfi jégkorongcsapat-játékoskeret                                                           | Svéd férfi jégkorongcsapat-játékoskeret                                         |
| --- | ------------------------------------------------------------------------------------------------- | ------------------------------------------------------------------------------- |
| - Anders Andersson - Gert Blomé - Lennart Häggroth - Lennart Johansson - Nils Johansson - Lars-Eric Lundvall | - Eilert Määttä - Hans Mild - Nils Nilsson - Bert-Ola Nordlander - Carl-Göran Öberg - Uno Öhrlund | - Ronald Pettersson - Ulf Sterner - Roland Stoltz - Kjell Svensson - Sven Tumba |

### Eredmények
Selejtező
| 1964. január 28. | Svédország (SWE) | 12 – 2 (4–1, 5–0, 3–1) | Olaszország | Innsbruck |

|  |  |  |  |  |
|  |  |  |  |  |
|  |  |  |  |  |
|  |  |  |  |  |

Döntő csoportkör
| 1964. január 30. | Svédország (SWE) | 1 – 3 (0–1, 1–1, 0–1) | Kanada | Innsbruck |

|  |  |  |  |  |
|  |  |  |  |  |
|  |  |  |  |  |
|  |  |  |  |  |

| 1964. február 1. | Svédország (SWE) | 7 – 4 (1–3, 3–0, 3–1) | Egyesült Államok | Innsbruck |

|  |  |  |  |  |
|  |  |  |  |  |
|  |  |  |  |  |
|  |  |  |  |  |

| 1964. február 2. | Svédország (SWE) | 7 – 0 (1–0, 4–0, 2–0) | Finnország | Innsbruck |

|  |  |  |  |  |
|  |  |  |  |  |
|  |  |  |  |  |
|  |  |  |  |  |

| 1964. február 4. | Svédország (SWE) | 10 – 2 (2–1, 4–1, 4–0) | Egyesült Német Csapat | Innsbruck |

|  |  |  |  |  |
|  |  |  |  |  |
|  |  |  |  |  |
|  |  |  |  |  |

| 1964. február 5. | Svédország (SWE) | 12 – 0 (3–0, 5–0, 4–0) | Svájc | Innsbruck |

|  |  |  |  |  |
|  |  |  |  |  |
|  |  |  |  |  |
|  |  |  |  |  |

| 1964. február 7. | Szovjetunió (URS) | 4 – 2 (1–1, 1–0, 2–1) | Svédország | Innsbruck |

|  |  |  |  |  |
|  |  |  |  |  |
|  |  |  |  |  |
|  |  |  |  |  |

| 1964. február 8. | Svédország (SWE) | 8 – 3 (3–1, 3–1, 2–1) | Csehszlovákia | Innsbruck |

|  |  |  |  |  |
|  |  |  |  |  |
|  |  |  |  |  |
|  |  |  |  |  |

Végeredmény
| Csapat                | M | Gy | D | V | G+ | G– | Gk  | P  |
| --------------------- | - | -- | - | - | -- | -- | --- | -- |
| Szovjetunió           | 7 | 7  | 0 | 0 | 54 | 10 | +44 | 14 |
| Svédország            | 7 | 5  | 0 | 2 | 47 | 16 | +31 | 10 |
| Csehszlovákia         | 7 | 5  | 0 | 2 | 38 | 19 | +19 | 10 |
| Kanada                | 7 | 5  | 0 | 2 | 32 | 17 | +15 | 10 |
| Egyesült Államok      | 7 | 2  | 0 | 5 | 29 | 33 | –4  | 4  |
| Finnország            | 7 | 2  | 0 | 5 | 10 | 31 | –21 | 4  |
| Egyesült Német Csapat | 7 | 2  | 0 | 5 | 13 | 49 | –36 | 4  |
| Svájc                 | 7 | 0  | 0 | 7 | 9  | 57 | –48 | 0  |

| Csapat     | Helyezés |
| ---------- | -------- |
| Svédország |          |

## Műkorcsolya
| Versenyző              | Versenyszám | Kötelező elemek   | Kötelező elemek | Kűr               | Kűr   | Összesítés                     | Összesítés                     | Összesítés                     | Összesítés                     | Összesítés                     | Összesítés                     | Összesítés                     | Összesítés                     | Összesítés                     | Összesítés        | Összesítés        | Összesítés  | Összesítés | Összesítés |
| Versenyző              | Versenyszám | Kötelező elemek   | Kötelező elemek | Kűr               | Kűr   | Helyezési pontszámok bírónként | Helyezési pontszámok bírónként | Helyezési pontszámok bírónként | Helyezési pontszámok bírónként | Helyezési pontszámok bírónként | Helyezési pontszámok bírónként | Helyezési pontszámok bírónként | Helyezési pontszámok bírónként | Helyezési pontszámok bírónként | Több. hely. száma | Több. hely. össz. | Hely. össz. | Pont       | Helyezés   |
| Versenyző              | Versenyszám | Több. hely. száma | Hely.           | Több. hely. száma | Hely. | 1                              | 2                              | 3                              | 4                              | 5                              | 6                              | 7                              | 8                              | 9                              | Több. hely. száma | Több. hely. össz. | Hely. össz. | Pont       | Helyezés   |
| ---------------------- | ----------- | ----------------- | --------------- | ----------------- | ----- | ------------------------------ | ------------------------------ | ------------------------------ | ------------------------------ | ------------------------------ | ------------------------------ | ------------------------------ | ------------------------------ | ------------------------------ | ----------------- | ----------------- | ----------- | ---------- | ---------- |
| Ann-Margreth Frei-Käck | Női egyéni  | 6×26+             | 26.             | 5×14+             | 13.   | 20,0                           | 18,0                           | 20,0                           | 19,0                           | 24,0                           | 25,0                           | 25,0                           | 19,0                           | 21,0                           | 5×20+             | 96,0              | 191,0       | 1661,1     | 21.        |

## Sífutás
Férfi
| Versenyző                                                     | Versenyszám     | Eredmény  | Helyezés |
| ------------------------------------------------------------- | --------------- | --------- | -------- |
| Sixten Jernberg                                               | 15 km           | 51:42,2   |          |
| Sixten Jernberg                                               | 30 km           | 1:32:39,6 | 5.       |
| Sixten Jernberg                                               | 50 km           | 2:43:52,6 |          |
| Lars Olsson                                                   | 15 km           | 52:57,9   | 16.      |
| Melcher Risberg                                               | 50 km           | 2:48:03,0 | 10.      |
| Assar Rönnlund                                                | 15 km           | 52:35,5   | 13.      |
| Assar Rönnlund                                                | 30 km           | 1:32:43,6 | 7.       |
| Assar Rönnlund                                                | 50 km           | 2:44:58,2 |          |
| Torsten Samuelsson                                            | 30 km           | 1:33:07,8 | 9.       |
| Janne Stefansson                                              | 15 km           | 51:46,4   | 5.       |
| Janne Stefansson                                              | 30 km           | 1:32:34,8 | 4.       |
| Janne Stefansson                                              | 50 km           | 2:45:36,6 | 4.       |
| Karl-Åke Asph Sixten Jernberg Janne Stefansson Assar Rönnlund | 4 × 10 km váltó | 2:18:34,6 |          |

Női
| Versenyző                                           | Versenyszám    | Eredmény  | Helyezés |
| --------------------------------------------------- | -------------- | --------- | -------- |
| Gun Ädel                                            | 5 km           | 26:09,0   | 32.      |
| Gun Ädel                                            | 10 km          | 44:18,9   | 17.      |
| Toini Gustafsson                                    | 5 km           | 18:25,7   | 6.       |
| Toini Gustafsson                                    | 10 km          | 41:41,1   | 8.       |
| Barbro Martinsson                                   | 5 km           | 18:26,4   | 7.       |
| Barbro Martinsson                                   | 10 km          | 42:36,1   | 11.      |
| Britt Strandberg                                    | 5 km           | 19:07,5   | 11.      |
| Britt Strandberg                                    | 10 km          | 40:54,0   | 4.       |
| Barbro Martinsson Britt Strandberg Toini Gustafsson | 3 × 5 km váltó | 1:01:27,0 |          |

## Síugrás
| Versenyző       | Versenyszám | 1. ugrás | 1. ugrás | 1. ugrás | 2. ugrás | 2. ugrás | 2. ugrás | 3. ugrás | 3. ugrás | 3. ugrás | Összesítés | Összesítés |
| Versenyző       | Versenyszám | Távolság | Pont     | Hely.    | Távolság | Pont     | Hely.    | Távolság | Pont     | Hely.    | Pont       | Helyezés   |
| --------------- | ----------- | -------- | -------- | -------- | -------- | -------- | -------- | -------- | -------- | -------- | ---------- | ---------- |
| Kurt Elimä      | Normálsánc  | 76,0     | (102,0)  | 9.       | 75,0     | 104,1    | 7.       | 75,0     | 104,8    | 5.       | 208,9      | 7.         |
| Kurt Elimä      | Nagysánc    | 89,5     | 100,1    | 18.*     | 81,5     | 95,2     | 33.      | 74,0     | (89,9)   | 29.*     | 195,3      | 29.*       |
| Holger Karlsson | Normálsánc  | 70,0     | (93,8)   | 38.      | 74,0     | 96,7     | 35.      | 72,0     | 97,1     | 30.      | 193,8      | 35.        |
| Holger Karlsson | Nagysánc    | 73,0     | 75,4     | 48.      | 64,5     | 75,7     | 51.      | 73,0     | (54,4)~  | 52.      | 151,1      | 52.        |
| Olle Martinsson | Normálsánc  | 72,0     | (93,9)   | 35.*     | 74,0     | 98,7     | 27.*     | 72,0     | 96,1     | 32.      | 194,8      | 32.        |
| Olle Martinsson | Nagysánc    | 80,5     | (87,9)   | 43.      | 84,0     | 99,7     | 19.      | 76,0     | 93,8     | 23.      | 193,5      | 32.        |
| Kjell Sjöberg   | Normálsánc  | 72,0     | 98,4     | 22.      | 71,5     | 96,2     | 36.      | 67,5     | (91,4)   | 45.      | 194,6      | 33.        |
| Kjell Sjöberg   | Nagysánc    | 90,0     | 103,8    | 11.      | 82,0     | (98,8)   | 24.*     | 85,0     | 110,6    | 2.       | 214,4      | 5.         |

* - egy másik versenyzővel azonos eredményt ért el